# بلیچ (مانگا)
بلیچ (ژاپنی: ブリーチ هپبورن: Burīchi) نام یک مجموعه مانگا ژاپنی است که توسط تایتو کوبو نوشته و مصورسازی شده‌است. این سری توسط انتشارات شوئیشا از ۷ اوت ۲۰۰۱ تا ۲۲ اوت ۲۰۱۶، در هفته‌نامه شونن جامپ به چاپ می‌رسید، و فصل‌های آن در ۷۴ جلد تانکوبون جمع‌آوری شدند. از زمان انتشار، این مجموعه تبدیل به یک فرنچایز چندرسانه‌ای شده‌است که شامل یک مجموعه تلویزیونی انیمه اقتباس شده که به‌وسیلهٔ استودیو پیرو و به کارگردانی نوریوکی آبه از سال ۲۰۰۴ الی ۲۰۱۲ تولید و پخش شد، دو قسمت اووی‌ای، چهار فیلم بلند پویانمایی، ده تئاتر موزیکال، و بازی‌های ویدئویی متعددی است. یک فیلم لایو اکشن ژاپنی نیز محصول شرکت برادران وارنر در ژوئیه ۲۰۱۸ در کشور ژاپن به نمایش درآمد. دنبالهٔ مجموعه تلویزیونی انیمه نیز که اقتباسی از آخرین آرک داستانی مانگا می‌باشد، در سال ۲۰۲۲ نمایش داده شد.
قسمت‌های مانگای این سری تا سال ۲۰۲۲، بیش از ۱۳۰ میلیون نسخه در سراسر جهان به فروش رسانده، که آن را به یکی از پرفروش‌ترین مانگاهای تاریخ تبدیل کرده‌است.

## داستان
بلیچ ماجراهای پسری دبیرستانی به نام ایچیگو کوروساکی است که توانایی دیدن ارواح را دارد. زندگی وی با برخورد با یک شینیگامی یا خدای مرگ که بر جریان گذر ارواح از دنیای انسان‌ها به دنیای بعد از مرگ نظارت می‌کنند بکلی دگرگون می‌شود. ایچیگو با روکیا کوچیکی که یک شینیگامی و بدنبال یک هولو (یک روح گمگشته شرور) است، برخورد می‌کند. روکیا در حین نبرد با هولو بسختی مجروح می‌شود و به عنوان راه حل سعی می‌کند تا نیمی از ریاتسو (به انگلیسی: Reiatsu) یا نیروی روح خود را به ایچیگو بدهد تا او را قادر به نابودی هولو بسازد ولی در اتفاقی عجیب ایچیگو با گرفتن تقریباً تمامی نیروی روکیا تبدیل به یک شینیگامی می‌شود و می‌تواند براحتی هولو را شکست دهد. روکیا که بیشتر نیروی خود را از دست داده است مجبور است مدتی در دنیای انسان‌ها ماندگار شود تا بتواند نیروی خود را بازیابد. در همین حین ایچیگو هم مجبور است بجای روکیا وظیفه شینیگامی بودن را بر عهده بگیرد و با نبرد با هولوهای متعدد ارواح انسان‌ها را به دنیای بعد از مرگ که جامعه ارواح نام دارد رهنمون کند.
مدتی می‌گذرد و شینیگامی‌های مافوق روکیا از اعمال و محل زندگی او که هنوز به جامعه ارواح بازنگشته با خبر می‌شوند و به جرم عمل غیرقانونی واگذاری قدرتش به ایچیگو او را دستگیر و به مرگ محکوم می‌کنند. ایچیگو با وجودی که نتوانست مانع از دستگیری روکیا شود تصمیم می‌گیرد با کمک چند نفر از همکلاسی‌های خود که دارای قدرتهای فراطبیعی هستند، و یک شینیگامی سابق به نام کیسکه اوراهارا و یوروایچی شیهویین، به جامعه ارواح سفر کند و روکیا را از مرگ نجات دهد. به محض رسیدن به جامعه ارواح، ایچیگو و گروهش مجبور به درگیری با زبده‌ترین افراد از ارتش شینیگامی‌ها می‌شوند.
بعد از مجموعه‌ای از اتفاقات آشکار می‌شود که اعدام روکیا و عملیات نجات او توسط ایچیگو همگی جزئی از نقشه بزرگ سوسکه آیزن (یک شینیگامی عالی رتبه که بنظر می‌آمد به قتل رسیده است) برای غصب کنترل جامعه ارواح بوده‌است. آیزن به شینیگامی‌ها خیانت می‌کند و از اینجا به بعد تبدیل به شخصیت منفی اصلی مجموعه می‌شود و شینیگامی‌ها هم با ایچیگو به اتحاد می‌رسند.
از این نقطه به بعد، بلیچ جنگ بین شینیگامی‌ها و آیزن را روایت می‌کند که قصد دارد با جمع‌آوری ارواح مردم شهر کاراکورا (محل تولد ایچیگو)، وسیله‌ای به نام اوکن (به انگلیسی: Ôken) خلق کند که او را قادر می‌سازد راهی برای رسیدن به محل اقامت پادشاه جامعه ارواح پیدا کند.

## شخصیت‌های اصلی
نوشتار اصلی: ایچیگو کوروساکی
- ایچیگو کوروساکی (به ژاپنی: 黒崎 一護 Kurosaki Ichigo) متولد ۷ ژوئیه، فرزند کوروساکی ایشین و کوروساکی ماساکی، دارای دو خواهر کوچکتر به نام‌های یوزو و کارین است. او از زمان بچگی قادر به دیدن ارواح بوده و در سن ۹ سالگی مادرش توسط یک هولو (گرندفیشر) کشته شد. درسن ۱۵ سالگی با شینیگامی به نام کوچیکی روکیا آشنا می‌شود که او برای نجانت خانوادهٔ ایچیگو قدرت شینیگامیش را به ایچیگو می‌بخشد و این عمل در «سول سوسایتی» جرم بزرگی است. ایچیگو دارای ریاتسویی قوی که با کاپیتان‌های سول سوسایتی برابر می‌کند و زانپاکتویی به نام زانگتسو که دارای بانکایی سیاه رنگ به اسم تنسازانگتسو است. پدرش شیبا ایشین کاپیتان جوخه دهم و مادرش یک کوئینشی بوده که ایشین برای نجات مادرش نیمه شینیگامی و انسان می‌شود.
- کوچیکی روکیا (به ژاپنی: 朽木 ルキア Kuchiki Rukia) شینیگامی جوخه سیزدهم که به شهر کاراکورا می‌آید و قدرت خود را به کروساکی ایچیگو می‌دهد. روکیا جثه کوچک و کوتاهی دارد و پوستی روشن و سفید و چشمانی بنفش دارد. موهای او مشکی است که همیشه یه تکه از آن‌ها بین چشمهایش قرار دارد. زانپاکتوی روکیا به نام سودِنوشیرایوکی است که زیباترین زانپاکتوی سول سوسالیتی به شمار می‌رود. روکیا همچنین در اجرای کیدو مهارت نسبتاً بالایی دارد.
- اینوئه اوریهیمه (به ژاپنی: 井上 織姫 Inoue Orihime) از همکلاسی‌های کروساکی ایچیگو که شینیگامی شدن وی بر روی اینوئه اوریهیمه تأثیر می‌گذارد و قدرتش بیدار می‌شود. اینوئه قدرت شفا دادن دارد و حتی قادر به زنده کردن مرگان هم است. او یکی از کسانی است که در نجات کوچیکی روکیا نقش دارد.
- ایشیدا اوریو (به ژاپنی: 石田 雨竜 Ishida Uryū) یک کوئینشی است که در ابتدای داستان از شینیگامی‌ها بیزار است، اما با دوست شدن با کروساکی ایچیگو و کوچیکی روکیا خصومت بین او شینیگامی‌ها تقریباً از بین می‌رود. او قدی بلند و پوستی سفید و موهایی آبی تیره دارد. ایشیدا از کسانی است که در نجات کوچیکی روکیا کمک می‌کند.
- سادو یاستورا یا چادو (به ژاپنی: 茶渡 泰虎 Sado Yasutora) از همکلاسی‌های ایچیگو که نیمه ژاپنی و مکزیکی است و دارای دستی است که مانند زرهی می‌ماند. او جثه‌ای بزرگ و تیره پوست است. چادو از کسانی است که در نجات کوچیکی روکیا کمک می‌کند.

### شخصیت‌های مکمل
- آبارای رنجی (به ژاپنی: 阿散井 恋次 Abarai Renji) دوست دوران کودکی روکیا که معاون جوخه شیشم است. نام زانپاکتوی او زابیمارو است و در استفاده از کیدو خوب عمل نمی‌کند. از ویژگی‌های ظاهری او می‌توان به موهای بلند قرمز و خاکوبی‌های در صورتش که مانند ابروهای او هستند اشاره کرد.
- کروتسوجی نمو (به ژاپنی: 涅 ネム؛ Nemu Kurotsuchi) معاون جوخه دوازدهم به کاپیتانی مایوری کوروتسوچی است و دختر مصنوعی او، ترکیبی از بدنی مصنوعی و روحی مصنوعی محسوب می‌شود. کوروتسوچی اهمیتی به نمو نمی‌دهد و حتا حاضر است در نبرد از او به عنوان طعمه استفاده کند و تنها وقتی که خودش صلاح بداند بدن مجروح او را درمان می‌کند. اما در مقابل نمو شدیداً به کوروتسوچی علاقه‌مند است و حتی به عنوان تشکر از ایشیدا برای اینکه پدرش را نکشته، او را از سمی که تنفس کرده نجات می‌دهد.

بدن نمو طوری طراحی شده‌است که در مقابل شدیدترین جراحت‌ها هم مقاومت می‌کند، اما با این وجود متوج درد و رنج می‌شود. همچنین او نسبت به بیشتر سم‌های ساخته شده توسط کوروتسوچی مصونیت دارد؛ با این حال همواره مقداری پادزهر همراه خود دارد و حتی بسیاری از زهرها و پادزهرها را در تن خود نگهداری می‌کند. به همین دلیل بلعیده شدن او توسط هر کسی که به او حمله کند، تنها باعث مرگ مهاجم خواهد شد. او قدرت بدنی بالایی دارد و حتی می‌تواند دستش را مانند یک دریل سریع چرخانده و از میان موانع، راه باز کند.